# همسرم دوباره به دبیرستان می‌رود
همسرم دوباره به دبیرستان می‌رود (ایتالیایی: Mia moglie torna a scuola) یک فیلم کمدی سکسی سبک ایتالیایی به کارگردانی جولیانو کارنیمئو است که در سال ۱۹۸۱ منتشر شد. کارمن روسو یکی از ستاره‌های این سبک از فیلم‌ها در اوایل دههٔ ۱۹۸۰ در این فیلم نقش‌آفرینی کرده‌است. از دیگران بازیگران فیلم می‌توان به ماریزا مرلینی و چینتسیا د پونتی اشاره کرد.